# Sanaa Shalan
Sanaa Kamel Ahamad Shalan, née en 1977, est une universitaire et écrivaine jordanienne, d'origine palestinienne. 

## Biographie
Sanaa Shalan, née le 20 mai 1977 dans la ville d’Amman,, est l'aînée de 12 frères et sœurs. Elle est née au sein d'une famille de réfugiés palestiniens originaire de Beit Nattif, un village situé à une vingtaine de kilomètres au sud-ouest d'Hébron. Elle effectue des études supérieures en langue et littérature arabe de l'université Yarmouk en 1998, et à l'université de Jordanie en 2003, suivies d'un doctorat en arabe dans la même université en 2006. Elle  est nommée en tant que membre du corps professoral à l'université de Jordanie.
Elle se consacre également, en plus de l'enseignement, à l'écriture de romans, nouvelles, théâtre, scénarios et littérature pour enfants. Elle a publié une cinquantaine d'œuvres, et reçu plusieurs distinctions,,. Elle écrit également dans divers journaux et revues comme le journal jordanien Al-Dustour. Elle est membre de l'Association des écrivains jordaniens, et de l’Union des écrivains arabes.
En 2013, elle est nommée comme l'une des 50 personnalités les plus influentes en Jordanie, tant en raison de ses très nombreux prix que de ses activités militantes. Elle est notamment coordinatrice officielle du Centre pour la réhabilitation et la protection des libertés journalistiques (CTPJF), et représentante de l'Organisation mondiale de la femme en Jordanie.

## Œuvres
- 2004 : 2002-السرد الغرائبي والعجائبي في الرواية والقصة القصيرة في الأردن، 1970-
- 2005 : الجدار الزجاجي :: مجموعة القصصية /
- 2007 : أرشيف سناء شعلان - الموجة الثقافية, littérature pour enfants[9].
- 2008 : رسالة الى الإله ، هجران على لوح أسود: مجموعة قصصية

## Prix et distinctions
- Prix Katara du roman arabe (en), catégorie jeunes romanciers, 2018[10],[11]